# Quadriga Consort

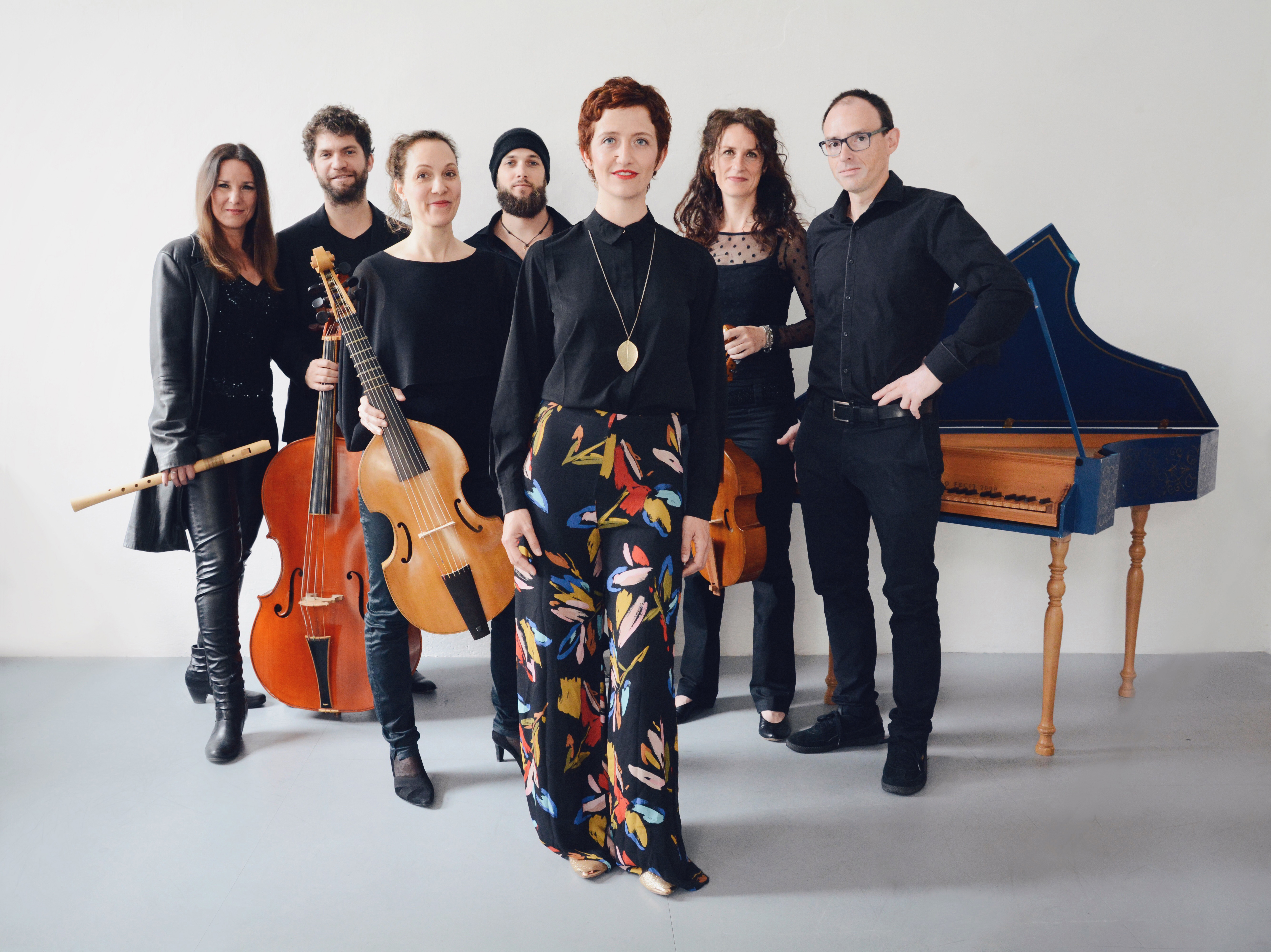
Quadriga Consort

Das Quadriga Consort ist ein österreichisches Ensemble für Alte Musik.

## Beschreibung
Seitdem der Cembalist Nikolaus Newerkla das Ensemble im Jahr 2001 in Graz gründete, erzielte das Ensemble Erfolge bei internationalen Wettbewerben (ERTA Deutschland, Gotthard-Schierse-Stiftung Berlin) und trat auf Festivals für Alte Musik in ganz Europa und den USA auf. Mit der aus Südafrika stammenden Folk- und Pop-Sängerin Elisabeth Kaplan hat sich das Quadriga Consort auf populäre Musik von den britischen Inseln aus der Barockzeit und der Renaissance spezialisiert. Seit 2019 ist die österreichische Sängerin Sophie Eder die Stimme des Ensembles.
Das immer in der gleichen Besetzung auftretende Quadriga Consort (ursprünglich acht – seit dem frühen Tod der Gambistin Elisabeth Kurz im Jahre 2005 – sieben österreichische Musiker) ist für seine mitreißenden, beinahe Popkonzerten ähnlichen Auftritte bekannt.
Unverwechselbares Markenzeichen des Ensembles ist dabei, dass die durchwegs einstimmig überlieferten Melodien und Lieder, meist traditioneller Natur oder ohne bekannte Komponisten, neu für historisches Instrumentarium arrangiert sind. Unter anderem handelt es sich um Stücke, die in alten Sammlungen (wieder-)entdeckt zum ersten Mal seit ihrer Entstehungszeit vor meist über 300 Jahren zur Aufführung gelangen oder auf Tonträger eingespielt werden. Das Consort hat etwa als einziges Ensemble der Originalklang-Bewegung Lieder in schottisch-gälischer Sprache eingespielt. Die Arrangements und Kompositionen von Nikolaus Newerkla bewegen sich stets zwischen historischer Kunstmusik, populärer und traditioneller Musik und sind teilweise bei den Verlagen Bärenreiter und Moeck in Deutschland erschienen.

## Diskografie
- 2003 – Ground, Harp, Berlin
- 2005 – As I Walked Forth – Songs & Tunes of the Isles, ORF Edition Alte Musik, Wien
- 2007 – By Yon Bonnie Banks – Traditional Early Music of Scotland, ORF Edition Alte Musik, Wien (ausgezeichnet mit 5 Sternen des Goldberg Magazine, Juni 2007)
- 2009 – Quadriga Live – DVD, make, Wien
- 2009 – Songs from the British Isles - live, Gramola, Wien
- 2011 – Ships Ahoy! – Songs of Wind, Water and Tide, Alpha, Paris (ausgezeichnet mit dem Pasticcio-Preis von Radio Österreich 1)
- 2012/13 – On a Cold Winter’s Day – Early Christmas Music and Carols from the British Isles, SONY/Deutsche Harmonia Mundi
- 2014 – 14 Tales of Mystery, SONY/Deutsche Harmonia Mundi
- 2015 – Winter’s Delights, SONY/Deutsche Harmonia Mundi
- 2021 – Midsummer, Songs and Tunes from Scandinavia and the British Isles, SONY/Deutsche Harmonia Mundi